# Тобоган
Тобоґан — безполозні сани, що використовувалися індіанцями Північної Америки. Являють собою кілька скріплених дощок з загнутим передком. Довжина саней 3-4 метри, ширина 30-40 сантиметрів. Використовувалися звичайно для перевезення вантажів вручну або за допомогою собак, іноді для катання з гір. Назва походить зі східної гілки алгонкинської мовної групи, від слова «тобаакан» або «odabaggan» (мова індіанців мікмак).
На початку XX століття проводилися офіційні змагання по спуску з гір на вдосконаленому тобоґані. У 1923 році була заснована Міжнародна федерація бобслею і тобогана (фр. Fédération Internationale de Bobsleigh et de Tobogganing — FIBT) — ФІБТ. Незважаючи на те, що незабаром проведення змагань з тобоганів припинилося, і сьогодні федерація займається розвитком тільки бобслейного спорту, згадка тобогана в її назві збережено як данина традиції.